# Leucosphaerina indica
Leucosphaerina indica är en svampart som först beskrevs av Arx, Mukerji & N. Singh, och fick sitt nu gällande namn av Arx 1987. Leucosphaerina indica ingår i släktet Leucosphaerina och familjen Bionectriaceae.   Inga underarter finns listade i Catalogue of Life.